# Роми
Роми, народно традиционално звани Цигани, народ су пореклом из Индије, коју су напустили око 10. века, а данас живе широм света, углавном у Европи.
Рома укупно има у Европи од око 5 до 13 милиона, од тога у Румунији 250.000, Бугарској 231.000, Чешкој 207.000, Србији 150.000, Русији 139.000, Ирану 117.000, Словачкој 76.000, Немачкој 55.000, Северној Македонији 54.000, Шпанији 44.000, Турској 42.000, Авганистану 29.000, Канади 22.000, Француској 21.000, Сирији 18.000, Пољској 17.000, Ирској 14.000, Грчкој 10.000, Аустрији 10.000. У верском погледу Роми су нејединствени, јер их има православних хришћана и муслимана, као и других вера. Говоре ромским језиком, који припада индијској групи индоевропске породице језика. На Балкану живе етнички Египћани и Ашкалије и Бањаши, које неки сматрају потомцима румунизованих Рома.
Већина Рома у Србији су православци, али постоје неки Роми муслимани (Хорахани) у јужној Србији.

## Име
Роми себе на свом језику називају Ромима, док их припадници неких других народа називају и Циганима. У последње време у неким круговима се поставља питање исправности коришћења имена „Циган“, „Циганин“ и „Цигани“.
Термин „Цигани“ одомаћио се током вишевековног коришћења. Корен именице долази из старогрчког језика, „Aθίγγανος“ или „Aθίγγανοι“ што значи „недодирљиви“. Атингани су били средњовековна монархијанска секта која се у 9. веку појавила у Византији, где се и Роми први пут појављују у Европи. Доводе се у везу са индијском кастом „недодирљивих“, односно Парија.
Термин Циганин је од речи „черга“, шатор, јер су они као номади између осталога служили и разне војске, отуда и презиме „Ченгић“. Стојан Новаковић у предговору Хаџи Халифовог путописа, на 10. страни каже да Војнук чингене није област, већ су чингене Цигани.
Велики део јавних личности ромског порекла у Србији, као што су неки певачи народне или изворне музике или спортисти, јавно користе назив „Цигани“, а не „Роми“. Назив „Цигани“ неки Роми не прихватају, јер их тај назив асоцира на скитнице и лупеже.
Не постоји никаква веза између имена Рома и имена Румуније (Romania).
У енглеском језику се за Роме користи назив „Gypsy“, за који се сматра да је изведен од имена Египат, због некадашњег веровања да су Роми били староседеоци Египта.
Већина Рома себе ословљава по генеричком имену „Ром“, што у преводу значи „човек“ или „муж/супруг“, док за припаднике других народа Роми користе назив „гаџе“.

## Језик
Већина Рома говори неку од варијанти ромског језика. Анализа ромског језика је показала да је он блиско повезан са индо-европским језицима који се говоре у северној Индији и Пакистану (Пенџаб). Ова чињеница је важна за утврђивање географског порекла Рома, поготово због тога што позајмљенице у ромском језику омогућавају праћење шеме њихових сеоба ка западу. Телесна физиономија и АБО крвна група Рома су такође карактеристичне одлике северноиндијских каста ратника.
Савремена лингвистика је утврдила повезаност ромског језика са пенџапским и потохарским језиком, који се говоре у северној Индији и Пакистану. Сматра се да ромски језик спада у групу централноиндијских језика, у коју између осталих спадају и језици хинду, урду, итд. Међутим, једна студија недавно објављена у магазину Природа, указује да је ромски језик повезан са синхалским језиком, који се говори на Шри Ланки (види фусноту).
Неки Роми су развили специфичне креолске и/или мешане језике, међу којима се издвајају следећи:
- Калó или иберијски ромски, који користи ромске речи (лексикон) и граматику шпанског језика, калé. Извор је многих речи шпанског сленга и жаргона.
- Ломавренски ромски или јерменски ромски.
- Англо-ромски или енглески ромски.
- Ромско-грчки или грчки ромски.
- Чергарски ромски или норвешки ромски.
- Ромско-српски или српски ромски.
- Таврингерски ромски или шведски ромски.

Последњих година се појавио покрет који заговара употребу „двоструког р“ при писању имена „РРоми“, пошто у ромском језику „р“ и „рр“ представљају два различита гласа.

## Историја
Роми су традиционално номадски народ. Верује се да су напустили Индију око 1000. године и да су прошли кроз земље које су данас обухваћене границама Авганистана, Ирана (некадашње Персије), Јерменије, и Турске. Део Рома и данас живи на истоку, чак у Ирану, укључујући и неке који су се селили ка Европи и потом се вратили. Почетком 14. века Роми долазе на Балкан, а почетком 16. века се селе све до Шкотске и Шведске. Неки Роми су се селили ка југу кроз Сирију ка северној Африци, долазећи у Европу преко Гибралтара. Оба огранка миграције су се срела у данашњој Француској. Људи слични Ромима и данас живе у Индији, а највероватније су пореклом из пустињске државе Раџастан.
Узроци сеобе Рома су једна од највећих мистерија у историји. Неки научници претпостављају да су Роми пореклом из ниске друштвене касте Хиндуса били регрутовани као плаћеници. Потом су добили статус кшатрија - ратничке касте и послати су на запад како би се супротставили исламској војној експанзији. Према другој теорији, Роми су потомци заробљеника узетих у робље од стране муслиманских освајача северне Индије и временом су развили посебну културу у земљи свог заточеништва. Забележено је да је Махмуд од Газнија узео пола милиона заробљеника током турско-персијске инвазије на Синд и Пенџаб у Индији. Зашто се Роми нису вратили у Индију, бирајући уместо тога да путују на запад у земље Европе, је енигма која може бити повезана са војном службом под муслиманима.
Усељавање Рома у Сједињене Државе је почело у колонијална времена у малим групама на подручју Вирџиније и Француске Луизијане. Веће усељавање је почело после 1860. године, са доласком група Ромнишала из Уједињеног Краљевства. Највећи број ромских досељеника је дошао почетком 20. века, углавном преко влашких група и Калдераша. Ове две групе се често не повезују једна са другом. Велики број Рома се такође населио у Средњој Америци.

## Ромска популација
Тешко је са сигурношћу утврдити број Рома у свету. Према неким проценама има их око 1.500.000, а према другим између 5 и 10 милиона. Сматра се да између 6 и 8 милиона Рома живи у Европи. Највећа концентрација Рома је на Балканском полуострву у југоисточној Европи, у централној Европи, САД, Русији и државама бившег Совјетског Савеза. Мањи број Рома живи широм западне Европе, Блиског истока и северне Африке.
Земље у којима живи преко пола милиона Рома су: Румунија, Бугарска, Мађарска, земље бивше Југославије и Сједињене Америчке Државе. Највећи удео Рома у укупном броју становника има Словачка - од 5.400.000 становника Словачке, 320.000 су Роми.
Роми се међу собом деле по територијалним, културолошким и дијалектолошким разликама на 4 главне групе:
1. Калдереши (ковачи који су дошли са Балкана у централну Европу, а затим се селили и до Северне Америке). Представљају најбројнију ромску групацију;
2. Мануши (познати и као Синти), углавном насељавају Алзас и околне регионе Француске и Немачке. Познати су као путујући забављачи и циркусанти;
3. Ромничали (углавном насељавају Уједињено Краљевство и Северну Америку).

Свака од ових група се даље дели на 2 или више подгрупа у зависности од занимања којим се баве и/или територије са које потичу. Неке од ових подгрупа су: Мачваје, Ловари, Чурари, Синти, Рудари, Бојаши, Лудари, Лури, Шорашаји, Унгарице, Башалде и Ромунгро.

## Генетика
Студије о генетичком пореклу бугарских, балтичких и влашких Рома указују да око 50% проучених Y хромозома и митохондријске ДНК припадају мушкој хаплогрупи H и женској хаплогрупи M, хаплогрупама које су широко распрострањене широм јужне и централне Азије. Мушка хаплогрупа R1a1 је ретка међу Ромима, али је има око 50% у мушким Y хромозомима у северној Индији и Пакистану. Остатак гена код проучаваних Рома потиче са Блиског истока или Европе.

## Одбацивање
Због њиховог номадског начина живота, одувек је постојало међусобно неповерење између Рома и њихових седелачких комшија. За њих се веровало, и још увек се верује, да су просјаци, лопови, отмичари, неприлагодљиви за седелачки живот и посао. Због свега тога били су излагани прогонима. Роми су понекад у своје редове прихватали и друштвене отпаднике.
Током епохе просвећености, Шпанија је покушала да промени отпаднички статус Рома забраном употребе речи хитано и асимилацијом Рома у друштво, приморавајући их да се одрекну свог језика и начина живота. Тај покушај је био неуспешан.
Неповерење према Ромима је достигло врхунац за време Другог светског рата. Као и Јеврејима, а за разлику од осталих категорија прогањаних од стране нациста, Ромима је аутоматски следовао одлазак у концентрационе кампове, робовски рад и/или смрт. Верује се да је на тај начин убијено преко 500.000 Рома.
Тамо где је то било могуће Роми су наставили са својим номадским животом, али у многим случајевима, поготово у источној Европи, они живе седелачким животом у готово неподношљивим животним условима. И дан данас постоје сукоби између Рома и седелачког становништва које живи око њих. Уобичајене жалбе су да Роми краду и да живе од социјалне помоћи.

## Роми у бившим комунистичким земљама
Многе земље чланице бившег Источног блока и бивше Југославије имају знатну ромску популацију. Ниво интеграције Рома у друштво је и даље ограничен. Роми се налазе углавном на маргинама друштва, живећи у насељима која подсећају на гета. Само мали број ромске деце заврши средњу школу. Роми се углавном осећају одбаченим од државе и друштва, што ствара даље препреке њиховој интеграцији.
За време комунизма, Роми су били предмет асимилационих притисака (на пример; званична употреба ромског језика је била забрањена), али је њихова социјална ситуација била релативно добра. У системима планске економије они су углавном били запослени као неквалификована радна снага, али је такав посао због комунистичке идеологије био релативно добро плаћен. Ситуација се променила после распада Совјетског Савеза и распада комунизма у Источној Европи. Роми од тада имају проблема да нађу посао на стандардном тржишту рада углавном због релативно ниског нивоа образовања, ниских квалификација, али и предрасуда послодаваца.
Цитат из Гардијана (8. јануар 2003):
„У Чешкој Републици, 75% ромске деце се образује у школама за особе са тешкоћама у учењу и 70% Рома је незапослено (у поређењу са националним просеком од 9%). У Мађарској, 44% ромске деце похађа специјалне школе, док је 74% мушкараца и 83% жена незапослено. У Словачкој, 28 пута је већа вероватноћа да ће ромска деца бити послата да похађају специјалне школе, него неромска деца; незапосленост се креће око 80%.“
У неким земљама, део проблема је и зависност о социјалној помоћи. За неке ромске породице је исплативије да живе од социјалне помоћи него од лоше плаћених послова. То ствара много нових проблема: гнев против Рома, услове за развој криминала и изузетну осетљивост на промене у социјалном осигурању. Добар пример за ово последње је Словачка где је смањење висине износа социјалног осигурања (породица добија надокнаду само за прва три детета) довело до грађанских немира у неким ромским селима.
У већини земаља Европске уније Роми могу да добију прилику да воде нормалне животе. Неке ромске породице се боље интегришу у веће заједнице избегавајући да имају необично много деце, тако да не зависе од социјалне помоћи. Ипак, очи неромског света виде само Роме који из разноразних разлога још увек живе по картонским колибицама и који просе по улицама, стварајући тако лошу слику о свим осталим Ромима. Локалне власти покушавају да помогну таквим људима побољшавајући инфраструктуру у њиховим насељима и помажући их новчано, али та помоћ је углавном површна и недовољна.
Јуна 2004. године, Ливија Јарока је постала други, а за сада и једини, Ром који је члан Европског парламента, пошто се налазила на изборној листи мађарске десничарске, Фидес партије, у време када је Мађарска приступала Европској унији. Хуан де Диос Рамирез Ередиа, из Шпаније, је био први Ром члан Европског парламента.
Већина Рома је одавно напустила номадски начин живота. Добар пример начина живота савремених Балканских Рома може се видети у филмовима чувеног српског редитеља Емира Кустурице.
Седам бивших комунистичких земаља Централне и југоисточне Европе (укључујући Србију) је 2005. године промовисало Декаду Рома, са циљем да се побољшају социјално-економски услови и статус ромске мањине.

## Роми у Србији и Југославији
Роми се досељавају на Балкан у 14. веку, када их већ има и у Србији. Поред имена Роми, познати су и под именима: Цигани, Габељи и Јеђупци-Мођупи (у Црној Гори), Јеђупи (у Далмацији), Ђупци-Јеђупи (у Северној Македонији), а такође и под именима: мандови, фараони, фирге, чергари, гурбети, вретенари, коритари, итд.
Према статистичким подацима од 31. јануара 1921. године, Рома је било: у северној Србији 16.674, у јужној Србији (отприлике данашња Северна Македонија) 14.489, у Банату 3.704, у Бачкој и Барањи 652. За остале покрајине тадашње Краљевине СХС недостају подаци.
Роми са подручја бивше Југославије говоре ромским, српским, влашким и турским језиком; православне су и муслиманске вере. Стално су настањени, а има и скитача. По занимању су свирачи, поткивачи, џамбаси, трговци стоком, ковачи (израђују, између осталог, вериге, бакраче, сврдла, гребене), медведари, вретенари (од дрвета израђују корита, вретена, кашике, карлице, итд.), а има их и који се баве земљорадњом.
У Србији се разликују четири групе Рома:
1. Турски Роми. У Србију су дошли преко југа Турске. Муслиманске су вере; говоре српски, ромски и турски.
2. Бели Цигани. Део су турских Рома. У Србију су дошли из Босне. У Србији су насељени посебно у Подрињу. Говоре само српски, а муслиманске су вере. Баве се свирањем, поткивачким занатом, а и џамбаси су. Њихове жене израђују и на трговима продају платно и везове.
3. Немачки или Банатски Роми. Пореклом су из Баната, а поред српског говоре и ромски. Ковачи су и свирачи, а баве се и земљорадњом и трговином.

## Ромско друштво
Традиционални Роми веома цене проширену породицу. Невиност је кључна за неудату жену. И мушкарци и жене се често венчавају као веома млади: младе у просеку имају између 15 и 25 година.
Међутим, у вези са ромским обичајима око венчања постоје и извесне контроверзе, нарочито оне које се тичу одвођења у ропство. 2003. године је Тортица, један од многобројних ромских племенских краљева, забранио својим поданицима да венчавају децу пре него што она стасају. Неки су ово видели као мешање у традиционалне ромске породичне обичаје. Супарнички ромски старешина, Флорин Ћоаба, нашао се на удару надлежних ромских институција крајем 2003. године, када је удао своју најмлађу ћерку Ана-Марију, према неким изворима, стару само 12 година.
За Роме је било широко распрострањено мишљење да имају видовњачке способности (види популарне стереотипе о Ромима у чланку: гатање), а поједини романтичари им приписују и изум тарот карата. Ово може да одражава веровање да су Роми, наводно египатског порекла, поседовали знања о изгубљеним вештинама и научним достигнућима старих Египћана.

## Ромска музика
Поред сопствене ромске музике, Роми су имали и још увек имају велики утицај у еволуцији фламенко музике и плеса.
Роми, осим фламенко музике чији су корени у Шпанији, носиоци су и многих праваца у музици и познати су као Чалгије у Турској, Бугарској и Северној Македонији; У Мађарској тамбураши; у јужној Србији трубачи и тамбураши у Војводини.

## Прикази Рома у књижевности
Значајни прикази Рома у књижевности: Звонар Богородичине цркве, Виктора Игоа, Звонар Богородичине цркве, Циганчица, Мигела Сервантеса, Thinner Стивена Кинга, Кармен Жоржа Бизеа, и Montoyas y Tarantos, Сауре, Цигани, Пушкина.
У делу Робертсона Дејвиса, Орфејева лира, главни ликови су канадски Роми који чувају своју традицију, укључујући обнову музичких инструмената. Ватре у ноћи од Лујзе Даути је прича о ромским искуствима у Централној Европи током Другог светског рата.

## Групе са сличним начином живота
У Немачкој, Аустрији, Швајцарској и Француској постоје Бели Цигани, познати под именом Јениши. Њихов језик је граматички идентичан са осталим немачким дијалектима Швајцарске, али им се речник састоји од великог број речи пореклом из стандардног немачког, ромског и јидиша.
Такође постоји и једна група која живи у Ирској, Уједињеном Краљевству и САД, позната под именом Ирски Цигани, односно Ирски Чергари. Они нису у генетичком сродству са Ромима, али је ромска номадска култура утицала на њих. Њихов језик се углавном заснива на речима пореклом из ирског гаелског језика, и граматици пореклом из енглеског језика, са извесним језичким утицајима из ромског језика.
Шпански Мерчероси, (названи још и квинквис) су мањинска скупина, раније превасходно номадска, која дели доста тога заједничког са животом шпанских Рома. Њихово порекло је нејасно; могуће је да потичу од сељака који су изгубили своју земљу у 16. веку. Упркос томе што су са Ромима делили судбину прогоњених, Мерчероси се дистанцирају од њих.